# Кубок Надежды
Кубок Надежды — хоккейный турнир среди команд КХЛ, не получивших возможность сыграть в Кубке Гагарина. Проводился в 2013—2014 годах.

## История
Кубок Надежды был учреждён в пятом сезоне чемпионата Континентальной хоккейной лиги. В турнире участвовали команды, не прошедшие в плей-офф КХЛ; при этом турнир также был разделён на зоны «Восток» и «Запад» — команды из этих конференций сначала играли матчи на выбывание между собой, а затем финалисты конференций проводили друг с другом последние матчи сезона. В 2015 году турнир не состоялся по экономическим причинам.

## Этапы

### Квалификационный этап
Из-за неравного состава участников от каждой конференции четыре клуба Западной конференции, занявших последние места по итогам регулярного чемпионата, проходили через квалификационный этап. Пары команд играли две игры — одну дома и одну на выезде. За победу команда получала 1 очко, однако матчи могли заканчиваться и вничью, в этом случае очки не начислялись ни одной команде. Если счёт в серии после второго матча был равным, сразу же после матча проводилась серия штрафных бросков, победитель которых выходил в четвертьфинал кубка.

### Финальный этап
Пары команд играли по четыре матча — по два дома и на выезде. По номеру посева определялось, какая из команд будет начинать серию на своём поле.
Если основное время матча заканчивалось вничью, назначались овертаймы по 20 минут с перерывами по 15 минут до первого гола. Серии игрались до трёх побед, но в случае, если после четырёх игр счёт в серии равный, сразу же после четвёртого матча проводилась серия штрафных бросков, победитель которых проходил в следующую стадию, или же, если это финал, становился обладателем Кубка Надежды.

## Призовой фонд
Призовой фонд Кубка Надежды 2014 года — 50 миллионов рублей. Из них 15 миллионов рублей, а также право выбора в первом раунде ближайшего драфта получил победитель турнира, а 9 миллионов — серебряный призёр. Кроме того, КХЛ компенсировала участникам транспортные расходы из следующего расчёта: 1,5 млн на команду Западной конференции и 3 млн — Восточной.

## Обладатели Кубка Надежды
| Кубки | Команда  | Годы |
| ----- | -------- | ---- |
| 1     | Авангард | 2014 |
| 1     | Динамо Р | 2013 |